# СКА-Лотто
«СКА-Лотто» — украинский футбольный клуб из Одессы. Основан в 1995 году под названием «Лотто» (Одесса). Выступал в Одесских городских и областных соревнованиях. Становилась чемпионом и обладателем Кубка Одесской области. В 1997 году команда прекратила своё существование уступив своё место в чемпионате Украины команде «Динамо-СКА».

## Прежние названия
- 1995—1997: «Лотто-GCM»
- 1997—1998: «СКА-Лотто»

## Достижения
- Чемпион области — 1997
- Обладатель Кубка области — 1997
- Серебряный призёр Второй лиги — 1997/98

## Факты в чемпионатах Украины
- Самые крупные победы — 5:1 («Фортуна» Шаргород) 
4:0 («Горняк-Спорт» Комсомольск).
- Самое крупное поражение — 0:4 («Виктор» Запорожье).
- Больше всего игр — Вячеслав Ткачев (31).
- Лучший бомбардир — Вячеслав Терещенко — 15 мячей.